# هيرفي دو مونسو دي بيرجينديل
هيرفي دو مونسو دي بيرجينديل (13 أبريل 1910 – 20 يناير 1977) هو مبارز بالسيف بلجيكي راحل، مثّل بلاده في الألعاب الأولمبية الصيفية 1936.

## روابط رياضية
هيرفي دو مونسو دي بيرجينديل على موقع أوليمبيديا (الإنجليزية)